# Afrotyphlops punctatus
Afrotyphlops punctatus là một loài rắn trong họ Typhlopidae. Loài này được Leach mô tả khoa học đầu tiên năm 1819.